# 박미라 (탁구 선수)
박미라(朴美羅, 1952년 1월 4일 ~ ) 한국의 산업은행 소속 탁구선수였다. 1973년 4월 유고슬라비아 사라예보 세계선수권 단체전에서 정현숙, 이에리사 선수와 함께 금메달을 획득하였다. 대한탁구협회 부회장, 양천구 탁구협회 회장 등을 역임했고, 2013년 6월 현재 서울특별시 양천구 목동에서 사라예보 탁구장을 운영하고 있다.

## 서훈내역
- 1973.4.23 국민훈장무궁화장

## 참조
1. ↑  “榮光의 메달과 나 (11) 탁구 朴美羅·鄭賢淑·李에리사”. 동아일보. 1975년 1월 20일.
2. ↑  내일신문, 제32회 세계탁구선수권 대회 단체전 우승자 박미라 전 국가 대표